# كرستينا ريتشي
كريستن ريتشي (Christina Ricci) ممثلة أمريكية من مواليد 12 فبرير 1980 تصنف كطفلة نجمة بمشاركتها في فيلم آدامز فاميلي عام 1991 وعام 1993 في دور وينزداي آدامز ودور كات هارفي في فيلم كاسبر 1995 حدث تحول بمشاركتها في مزيد من افلام الكبار في فيلم ذا ايس ستورم عام 1997 وتابعتة بفيلم ذا اوبست اوف سكس1998 وترشحت علي جائزة الجولدن جلوب كأفضل ممثلة وترشحت لها مرة أخرى عام 1999 عن فيلم سليبي هولو وفيلم
فيلم مونستر 2003 (Monster)
ظهرت في افلأم بلاك سنك موين 2007 وفيلم بينلوبي 2008 وفيلم سبيد ريسر2008 وفيلم نيويورك آي لاف يو وفيلم افتر.لايف 2009.

## حياة كريستن ريتشي
رس ولدت في سانت مونيكا كاليفورنيا اصغر طفلة الرابعة لسارة ورالف ريس المحامى انتقلت العائلة إلى نيو جيرسى

## الحياة المهنية
بدات ريس حياتها المهنية بالعمل في الأعلأنات في سن السادسة بعد ذلك دخلت مجال العمل السينمائي بمشاركتها في فيلم مرمديز في دور ابنة شير وحصلت الفتاة الصغيرة على الأعجاب وبعد ذلك ظهرت في الشريط الصوتى لفيلم شوب شوب سونج وشاركت بعد ذلك في فيلم ذا ادمز فيملى وحققت نجاح في جزئين الفيلم وساعدها الفيلم في اظهار موهبتها كممثلة
بعد تحقيق هذا النجاح أصبحت ريس مطلوبة للغاية في منمتصف التسعينات وكان مشروعها التالى فيلم كاسبر وحقق نجاح في دور العرض وبعد كاسبر شاركت في نو اند ذن وفيلك كومنج فور ايدج عن اربع فيتات وصدقتهم من 1970 إلى 1990 وحقق نو اند ذن نجاح في شباك التذاكر وشاركت في ستند باى مى ولعبة ادور مساعدة في شخصية المرهقة
في عام 1997 ظهرت ريس في ادور أكثر بلوغا كدورها في فيلم ذا ايس ستورم وفيلم سليبى هولو مع جونى ديب
وفي فيلم مونستر بمشاركة شارلز ثيرون ادت فية دور شاذة جنسيا واترشحت عنة لجائزة جولدن جلوب ورفضت ادور في افلأم مثل لوسر
وشاركت في المسلسل جيرز انتومى في فبرير 2006 وكانت نجمة ضيفة في 7 حلقات في اخر موسم من إلى مكفلى في 2002
في عام 1999 شاركت كمقدمة لبرنامج ستردى نايت لأيف
في عام 2007 قدمت فيلم بلأك سنيك موين
في عام 2008 فيلم بينلوبى بشماركة النجمة ريز ويذرسبون
قدمت في 2010 فيلم افتر.لأيف.
ظهرت ريتشي مع الممثل الكبير جوني ديب في ثلاثة أفلام .. الأول هو الخوف والبغض في لاس فيجاس 1998 من إخراج تيري جيليام وترشح الفيلم لجائزة السعفة الذهبية بمهرجان كان السينمائي، والثاني هو سليبي هولو 1999 من إخراج سيد الفانتازيا تيم بيرتون وفاز الفيلم بجائزة الأوسكار، والثالث هو الرجل الذي بكي 2000 من إخراج سالي بوتر وترشح الفيلم لجائزة الأسد الذهبي بمهرجان فينيسيا (البندقية) السينمائي. تعتبر هذه التحالفات الثلاثة العظيمة بين ديب وريتشي أيقونات خالدة في تاريخ كل منهما، حيث أنها تتميز بالجودة الفنية العالية وبالاحترافية الشديدة التي تعبر عن عظمة مخرجيها خاصةً المخرج المخضرم تيم بيرتون.

## حياتها الشخصية
تحمل كريستين اوشام كثيرة على جسدها مثل وشم الأسد أعلى كتفها الأيمن
خُطبت لاوين بنجامين

## مواقع خارجية
- كرستينا ريتشي على موقع IMDb (الإنجليزية)
- كرستينا ريتشي على موقع روتن توميتوز (الإنجليزية)
- كرستينا ريتشي على موقع مونزينجر (الألمانية)
- كرستينا ريتشي على موقع ألو سيني (الفرنسية)
- كرستينا ريتشي على موقع ميوزك برينز (الإنجليزية)
- كرستينا ريتشي على موقع تيرنر كلاسيك موفيز (الإنجليزية)
- كرستينا ريتشي على موقع أول موفي (الإنجليزية)
- كرستينا ريتشي على موقع بوكس أوفيس موجو (الإنجليزية)
- كرستينا ريتشي على موقع قاعدة بيانات برودواي على الإنترنت (الإنجليزية)
- كرستينا ريتشي على موقع قاعدة بيانات الأفلام السويدية (السويدية)